# Дестіні Удоджі
Дестіні Удоджі (італ. Destiny Udogie, нар. 28 листопада 2002, Верона) — італійський футболіст нігерійського походження, лівий захисник англійського «Тоттенгем Готспур» і молодіжної збірної Італії.

## Клубна кар'єра
Народився 28 листопада 2002 року у Вероні. Вихованець футбольної школи місцевої «Верони». Дорослу футбольну кар'єру розпочав 2020 року в основній команді того ж клубу, в якій провів один сезон, взявши участь у 6 матчах чемпіонату. 
На сезон 2021/22 був відданий в оренду до «Удінезе», де вже отримував регулярну ігрову практику. По завершенні сезону 2021/22, по ходу якого юний оборонець взяв участь у 35 іграх елітного італійського дивізіону, клуб з Удіне викупив його контракт за 4 мільйони євро.
А вже півтора місяця «Удінезе» досяг домовленості про перехід гравця до англійського «Тоттенгем Готспур» за 18 мільйонів євро. Угода передбачала, що сезон 2022/23 Удоджі проведе у складі «Удінезе» на орендних правах. По ходу цього сезону він лишався основним лівим захисниом команди і провів 33 матчі Серії A.
Приєднавшись влітку 2023 року до «Тоттенгема», відразу ж став основним виконавцем на лівому фланзі захисту нової команди.

## Виступи за збірні
2018 року дебютував у складі юнацької збірної Італії (U-16), загалом на юнацькому рівні взяв участь у 25 іграх, відзначившись 2 забитими голами.
З 2021 року залучається до складу молодіжної збірної Італії.

## Статистика виступів

### Статистика клубних виступів
Станом на 2 вересня 2023
| Сезон               | Команда             | Чемпіонат           | Чемпіонат | Чемпіонат | Національний кубок | Національний кубок | Національний кубок | Континентальні кубки | Континентальні кубки | Континентальні кубки | Інші змагання | Інші змагання | Інші змагання | Усього | Усього | Усього |
| Сезон               | Команда             | Ліга                | Ігор      | Голів     | Ліга               | Ігор               | Голів              | Ліга                 | Ігор                 | Голів                | Ліга          | Ігор          | Голів         | Ігор   | Голів  |        |
| ------------------- | ------------------- | ------------------- | --------- | --------- | ------------------ | ------------------ | ------------------ | -------------------- | -------------------- | -------------------- | ------------- | ------------- | ------------- | ------ | ------ | ------ |
| 2020–21             | «Верона»            | A                   | 6         | 0         | КІ                 | 1                  | 0                  | -                    | -                    | -                    | -             | -             | -             | 7      | 0      |        |
| 2021–22             | «Удінезе»           | A                   | 35        | 5         | КІ                 | 2                  | 0                  | -                    | -                    | -                    | -             | -             | -             | 37     | 5      |        |
| 2022–23             | «Удінезе»           | A                   | 33        | 3         | КІ                 | 1                  | 0                  | -                    | -                    | -                    | -             | -             | -             | 34     | 3      |        |
| Усього за «Удінезе» | Усього за «Удінезе» | Усього за «Удінезе» | 68        | 8         |                    | 3                  | 0                  |                      | -                    | -                    |               | -             | -             | 71     | 8      |        |
| 2023–24             | «Тоттенгем Готспур» | ПЛ                  | 4         | 0         | КА+КЛ              | 0                  | 0                  | -                    | -                    | -                    | -             | -             | -             | 4      | 0      |        |
| Усього за кар'єру   | Усього за кар'єру   | Усього за кар'єру   | 78        | 8         |                    | 4                  | 0                  |                      | -                    | -                    |               | -             | -             | 82     | 8      |        |

### Статистика виступів за збірну
Станом на 2 вересня 2023